# Bộ Ngoại giao (Hàn Quốc)
Bộ Ngoại giao Hàn Quốc (Tiếng Hàn: 외교부, Tiếng Anh: Ministry of Foreign Affairs (MOFA), Hanja: 外交部) là cơ quan của Chính phủ Hàn Quốc thực hiện chức năng quản lý nhà nước về đối ngoại, gồm: Công tác ngoại giao, biên giới, lãnh thổ quốc gia.
Bộ được thành lập vào năm 17 tháng 7 1948. Bộ trưởng hiện tại là Cho Tae-yul.

## Bộ trưởng qua các thời kỳ
| Số.  | Ảnh                   | Tên (Sinh–Mất)                               | Term of office       | Term of office       | Term of office      | Tổng thống     |
| Số.  | Ảnh                   | Tên (Sinh–Mất)                               | Nhậm chức            | Hết nhiệm kì         | Thời gian tại nhiệm | Tổng thống     |
| ---- | --------------------- | -------------------------------------------- | -------------------- | -------------------- | ------------------- | -------------- |
| 1    |                       | Chang Taek-sang 장택상 張澤相 (1893–1969)    | 15 tháng 8 năm 1948  | 24 tháng 12 năm 1948 | 131 ngày            | Rhee Syng-man  |
| 2    |                       | Yim Byeong-jik 임병직 林炳稷 (1893–1976)     | 25 tháng 12 năm 1948 | 15 tháng 4 năm 1951  | 2 năm, 111 ngày     | Rhee Syng-man  |
| 3    |                       | Byeon Yeong-tae 변영태 卞榮泰 (1892–1969)    | 16 tháng 4 năm 1951  | 28 tháng 7 năm 1955  | 4 năm, 103 ngày     | Rhee Syng-man  |
| 4    |                       | Jo Jeong-hwan 조정환 曺正煥 (1892–1967)      | 29 tháng 7 năm 1955  | 21 tháng 12 năm 1959 | 4 năm, 145 ngày     | Rhee Syng-man  |
| —    |                       | Choi Kyu-hah 최규하 崔圭夏 (1919–2006) Quyền | 22 tháng 12 năm 1959 | 24 tháng 4 năm 1960  | 124 ngày            | Rhee Syng-man  |
| 5    |                       | Heo Jeong 허정 許政 (1896–1988)              | 25 tháng 4 năm 1960  | 19 tháng 8 năm 1960  | 116 ngày            | Yun Bo-seon    |
| 6    |                       | Jeong Il-hyeong 정일형 鄭一亨 (1904–1982)    | 23 tháng 8 năm 1960  | 20 tháng 5 năm 1961  | 270 ngày            | Yun Bo-seon    |
| 7    |                       | Kim Hong-il 김홍일 金弘壹 (1898–1980)        | 21 tháng 5 năm 1961  | 21 tháng 7 năm 1961  | 61 ngày             | Yun Bo-seon    |
| 8    |                       | Song Yo-chan 송요찬 宋堯讚 (1918–1980)       | 22 tháng 7 năm 1961  | 10 tháng 10 năm 1961 | 80 ngày             | Yun Bo-seon    |
| 9    |                       | Choe Deok-sin 최덕신 崔德新 (1914–1989)      | 11 tháng 10 năm 1961 | 15 tháng 3 năm 1963  | 1 năm, 155 ngày     | Yun Bo-seon    |
| 9    | Park Chung-hee(Quyền) | Choe Deok-sin 최덕신 崔德新 (1914–1989)      | 11 tháng 10 năm 1961 | 15 tháng 3 năm 1963  | 1 năm, 155 ngày     |                |
| 10   |                       | Kim Yong-shik 김용식 金溶植 (1913–1995)      | 16 tháng 3 năm 1963  | 16 tháng 12 năm 1963 | 275 ngày            |                |
| 11   |                       | Chung Il-kwon 정일권 丁一權 (1917–1994)      | 17 tháng 12 năm 1963 | 24 tháng 7 năm 1964  | 220 ngày            | Park Chung-hee |
| 12   |                       | Lee Dong-won 이동원 李東元(1926–2006)        | 25 tháng 7 năm 1964  | 26 tháng 12 năm 1966 | 2 năm, 154 ngày     | Park Chung-hee |
| (11) |                       | Chung Il-kwon 정일권 丁一權 (1917–1994)      | 27 tháng 12 năm 1966 | 29 tháng 6 năm 1967  | 184 ngày            | Park Chung-hee |
| 13   |                       | Choi Kyu-hah 최규하 崔圭夏 (1919–2006)       | 30 tháng 6 năm 1967  | 3 tháng 6 năm 1971   | 3 năm, 338 ngày     | Park Chung-hee |
| (10) |                       | Kim Yong-shik 김용식 金溶植 (1913–1995)      | 4 tháng 6 năm 1971   | 2 tháng 12 năm 1973  | 2 năm, 181 ngày     | Park Chung-hee |
| 14   |                       | Kim Dong-jo 김동조 金東祚 (1918–2004)        | 3 tháng 12 năm 1973  | 18 tháng 12 năm 1975 | 2 năm, 15 ngày      | Park Chung-hee |
| 15   |                       | Park Dong-jin 박동진 朴東鎭 (1922–2013)      | 19 tháng 12 năm 1975 | 1 tháng 9 năm 1980   | 4 năm, 257 ngày     | Park Chung-hee |
| 15   | Choi Kyu-hah          | Park Dong-jin 박동진 朴東鎭 (1922–2013)      | 19 tháng 12 năm 1975 | 1 tháng 9 năm 1980   | 4 năm, 257 ngày     |                |
| 16   |                       | Lho Shin-yong 노신영 盧信永 (1930–2019)      | 2 tháng 9 năm 1980   | 1 tháng 6 năm 1982   | 1 năm, 272 ngày     | Chun Doo-hwan  |
| 17   |                       | Lee Beom-seok 이범석 李範錫 (1925–1983)      | 2 tháng 6 năm 1982   | 9 tháng 10 năm 1983  | 1 năm, 129 ngày     | Chun Doo-hwan  |
| 18   |                       | Lee Won-gyeong 이원경 李源京 (1922–2007)     | 15 tháng 10 năm 1983 | 26 tháng 8 năm 1986  | 2 năm, 315 ngày     | Chun Doo-hwan  |
| 19   |                       | Choe Gwang-su 최광수 崔侊洙 (Sinh 1935)      | 26 tháng 8 năm 1986  | 5 tháng 12 năm 1988  | 2 năm, 101 ngày     | Chun Doo-hwan  |
| 19   | Roh Tae-woo           | Choe Gwang-su 최광수 崔侊洙 (Sinh 1935)      | 26 tháng 8 năm 1986  | 5 tháng 12 năm 1988  | 2 năm, 101 ngày     |                |
| 20   |                       | Choe Ho-jung 최호중 崔浩中 (1930–2015)       | 5 tháng 12 năm 1988  | 27 tháng 12 năm 1990 | 2 năm, 22 ngày      |                |
| 21   |                       | Lee Sang-ok 이상옥 李相玉 (Sinh 1934)        | 27 tháng 12 năm 1990 | 26 tháng 2 năm 1993  | 2 năm, 61 ngày      |                |
| 22   |                       | Han Sung-joo 한승주 韓昇洲 (Sinh 1940)       | 26 tháng 2 năm 1993  | 24 tháng 12 năm 1994 | 1 năm, 301 ngày     | Kim Young-sam  |
| 23   |                       | Gong Ro-myeong 공로명 孔魯明 (Sinh 1932)     | 24 tháng 12 năm 1994 | 7 tháng 11 năm 1996  | 1 năm, 319 ngày     | Kim Young-sam  |
| 24   |                       | Yu Jong-ha 유종하 柳宗夏 (Sinh 1936)         | 7 tháng 11 năm 1996  | 3 tháng 3 năm 1998   | 1 năm, 116 ngày     | Kim Young-sam  |
| 25   |                       | Park Jeong-su 박정수 朴定洙 (1932–2003)      | 3 tháng 3 năm 1998   | 4 tháng 8 năm 1998   | 154 ngày            | Kim Dae-jung   |
| 26   |                       | Hong Soon-young 홍순영 洪淳瑛 (1937–2014)    | 4 tháng 8 năm 1998   | 14 tháng 1 năm 2000  | 1 năm, 163 ngày     | Kim Dae-jung   |
| 27   |                       | Lee Jeong-bin 이정빈 李廷彬 (Sinh 1937)      | 14 tháng 1 năm 2000  | 26 tháng 3 năm 2001  | 1 năm, 71 ngày      | Kim Dae-jung   |
| 28   |                       | Han Seung-soo 한승수 韓昇洙 (Sinh 1936)      | 26 tháng 3 năm 2001  | 4 tháng 2 năm 2002   | 315 ngày            | Kim Dae-jung   |
| 29   |                       | Choe Seong-hong 최성홍 崔成泓 (Sinh 1938)    | 4 tháng 2 năm 2002   | 27 tháng 2 năm 2003  | 1 năm, 23 ngày      | Kim Dae-jung   |
| 30   |                       | Yoon Young-kwan 윤영관 尹永寬 (Sinh 1951)    | 27 tháng 2 năm 2003  | 17 tháng 1 năm 2004  | 324 ngày            | Roh Moo-hyun   |
| 31   |                       | Ban Ki-moon 반기문 潘基文 (Sinh 1944)        | 17 tháng 1 năm 2004  | 10 tháng 11 năm 2006 | 2 năm, 297 ngày     | Roh Moo-hyun   |
| 32   |                       | Song Min-soon 송민순 宋旻淳 (Sinh 1948)      | 10 tháng 11 năm 2006 | 29 tháng 2 năm 2008  | 1 năm, 111 ngày     | Roh Moo-hyun   |
| 33   |                       | Yu Myung-hwan 유명환 柳明桓 (Sinh 1948)      | 29 tháng 2 năm 2008  | 4 tháng 9 năm 2010   | 2 năm, 188 ngày     | Lee Myung-bak  |
| 34   |                       | Kim Sung-hwan 김성환 金星煥 (Sinh 1953)      | 8 tháng 10 năm 2010  | 11 tháng 3 năm 2013  | 2 năm, 154 ngày     | Lee Myung-bak  |
| 35   |                       | Yun Byung-se 윤병세 尹炳世 (Sinh 1953)       | 11 tháng 3 năm 2013  | 18 tháng 6 năm 2017  | 4 năm, 99 ngày      | Park Geun-hye  |
| 36   |                       | Kang Kyung-wha 강경화 康京和 (Sinh 1955)     | 18 tháng 6 năm 2017  | 8 tháng 2 năm 2021   | 3 năm, 235 ngày     | Moon Jae-in    |
| 37   |                       | Chung Eui-yong 정의용 鄭義溶 (Sinh 1946)     | 9 tháng 2 năm 2021   | 12 tháng 5 năm 2022  | 1 năm, 92 ngày      | Moon Jae-in    |
| 38   |                       | Park Jin 박진 朴振 (Sinh 1956)               | 12 tháng 5 năm 2022  | 10 tháng 1 năm 2024  | 1 năm, 243 ngày     | Yoon Suk-yeol  |
| 39   |                       | Cho Tae-yul 조태열 趙兌烈 (Sinh 1955)        | 11 tháng 1 năm 2024  | Đương nhiệm          | 1 năm, 155 ngày     | Yoon Suk-yeol  |